# Merlin (Spielkonsole)
Merlin (auch Merlin – Der elektronische Zauberer, stilisiert als MERLIN Der elektronische Zauberer) ist eine Handheld-Konsole, die im Jahr 1978 von dem US-amerikanischen Spielwarenhersteller Parker Brothers (kurz Parker) auf den Markt gebracht wurde. Die Konsole war zur damaligen Zeit sehr erfolgreich und verkaufte sich schon bei der ersten Serienproduktion über fünf Millionen Mal allein in den USA. Darüber hinaus blieb er den größten Teil der 1980er-Jahre eine der beliebtesten Handheld-Konsolen. Eine neue Version von „Merlin“ wurde 2004 von der Milton Bradley Company veröffentlicht.
Merlin wurde von Bob Doyle, einem Harvard-Professor und Erfinder, der zuvor bei der NASA gearbeitet hatte, seiner Frau Holly und seinem Schwager Wendl Thomis entwickelt.
Merlin hat die Form eines rechteckigen Kastens (ähnlich einem schnurlosen Telefon), das 24,6 cm lang, 7,6 cm breit und 5,7 cm tief war. Das Gewicht des Geräts beträgt 250 Gramm, mit Batterien 391 Gramm. Das Spielfeld ("Display") besteht aus einer Matrix aus elf Knöpfen, die jeweils ein rotes LED-Lämpchen integriert haben. Das Spielfeld ist in einem Plastikgehäuse (Oberteil rot, Unterteil braun) eingebaut, an welchem unten vier weitere Knöpfe zur Auswahl und Steuerung der Spiele angebracht sind. Weiterhin besitzt das Gerät einen Lautsprecher zur Wiedergabe von Tönen. An der rechten Seite oben befindet sich der Ein- bzw. Ausschalter, gegenüber auf der linken Seite der Anschluss für ein externes Netzteil, um die Konsole mit Strom zu versorgen.

## Spiele
Auf dem Spielfeld mit seiner einfachen Anordnung konnten sechs verschiedene Spiele dargestellt werden (und ein einfacher Musik-Sequenzer, siehe unten), die gegen den Computer gespielt werden konnten. Diese waren:
- Tic-Tac-Toe
- Musikmaschine (weitere Informationen siehe unten)
- Echo (eine Art Senso)
- 17 minus 4 (benannt nach 17 und 4, eine Art Blackjack)
- Magisches Quadrat (ein Puzzlespiel, bei dem man alle Lampen bis auf die mittlere, obere und untere zum Leuchten bringen musste)
- Mindbender (eine Version von Mastermind, in Deutschland nannte man dieses Spiel Code-Brecher)

Merlin konnte auch als eine Art Musikinstrument (Musikmaschine) verwendet werden, indem jeder Knopf zur Ansteuerung einer Musiknote diente, die aufgenommen (maximal 48 Noten) und anschließend wiedergegeben werden konnten. Diese Funktion machte Merlin zu einem der ersten Sequenzer, die für den Endverbraucher hergestellt wurden.

## Merlin: The 10th Quest
Im Jahre 1995 veröffentlichte Parker Brothers in den USA eine überarbeitete Version von Merlin – Der elektronische Zauberer unter dem Namen Merlin: the 10th Quest. Das Gerät hatte ein LC-Display und anstatt der üblichen sechs Spiele befanden sich nun neun Spiele im Gerät. Diese waren:
1. Swords & Shields, ähnlich wie Tic-Tac-Toe
2. Seek the Grail
3. Castle Keep, Zahlen raten zwischen 0 und 99
4. Spell Bender, ähnlich wie Memory
5. Mindcaster, ähnlich wie Mastermind
6. Magic Square
7. Singing Sword
8. Ghost Walk
9. Dragon Dance